# Mentzelia laevicaulis
Mentzelia laevicaulis är en brännreveväxtart som först beskrevs av David Douglas och William Jackson Hooker, och fick sitt nu gällande namn av John Torrey och Gray. Mentzelia laevicaulis ingår i släktet Mentzelia och familjen brännreveväxter. Utöver nominatformen finns också underarten M. l. parviflora.

## Bildgalleri

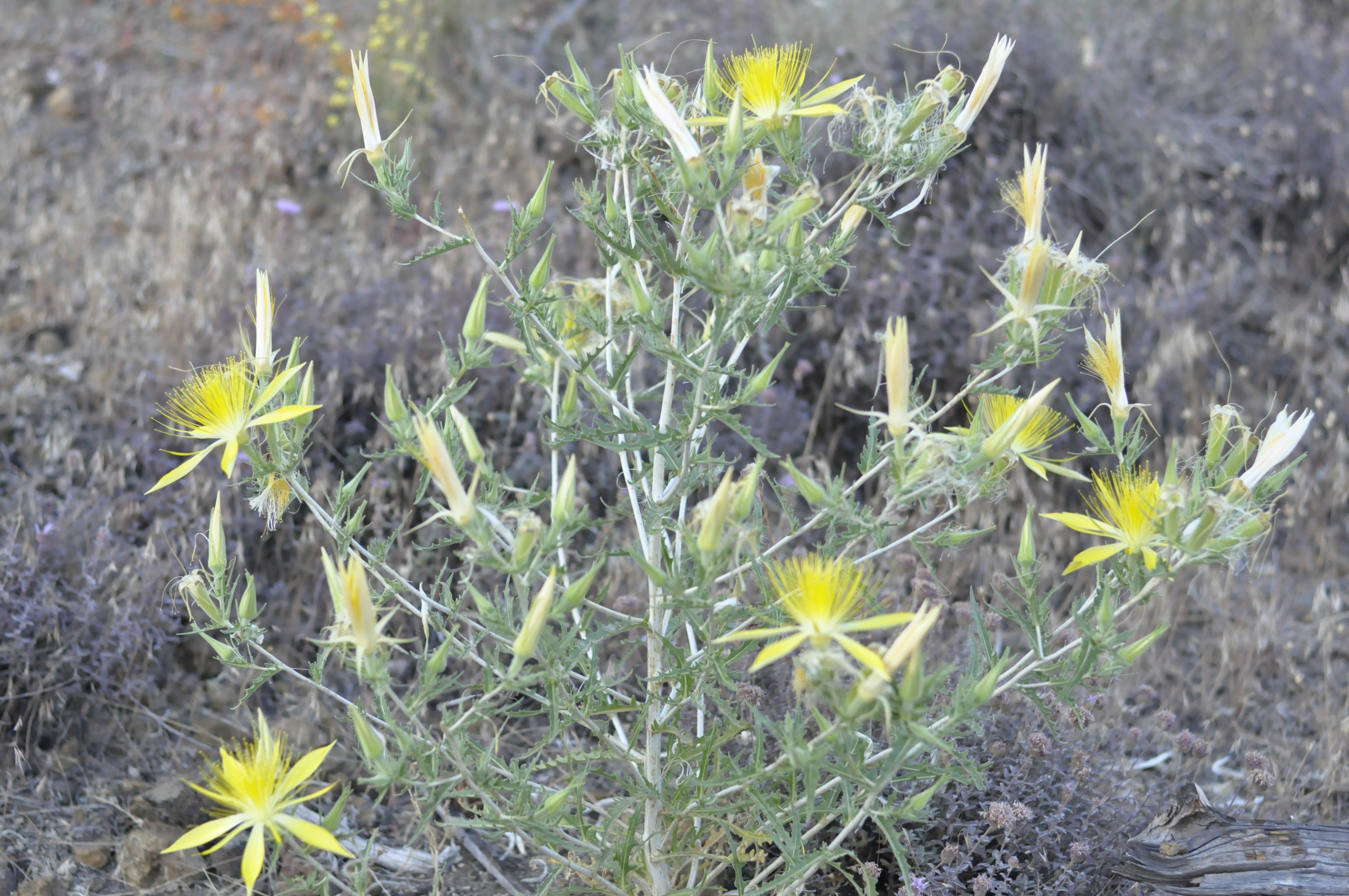
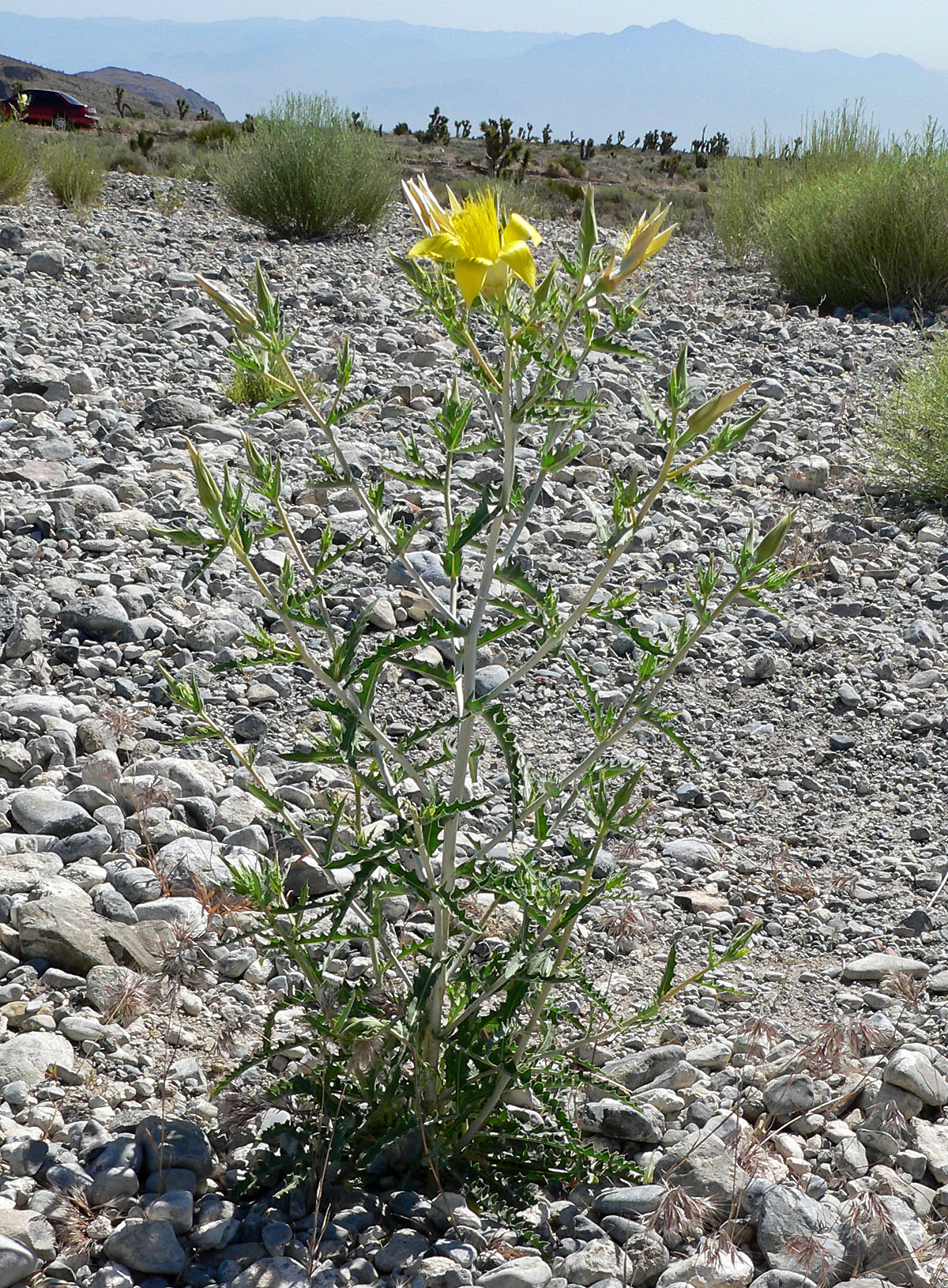
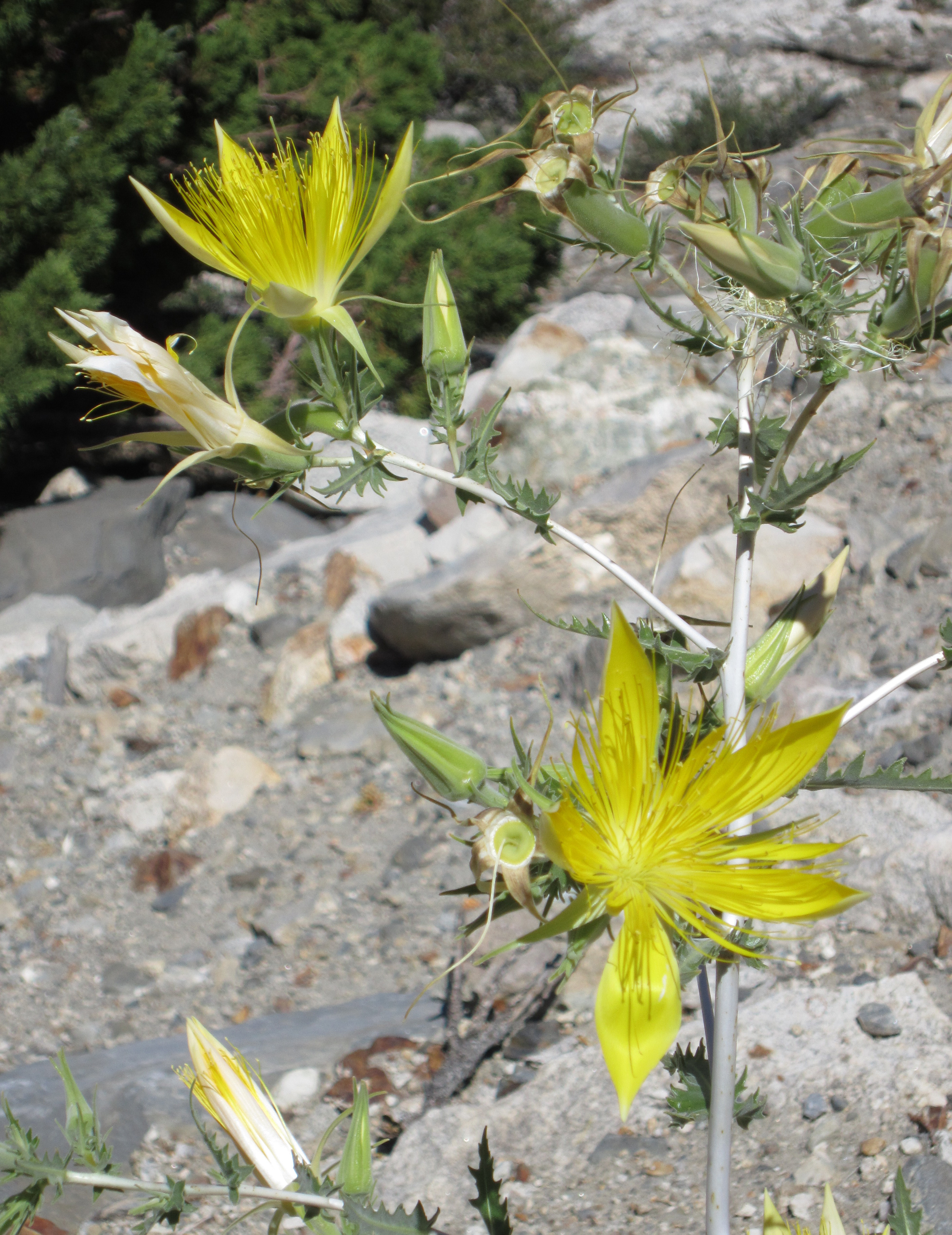
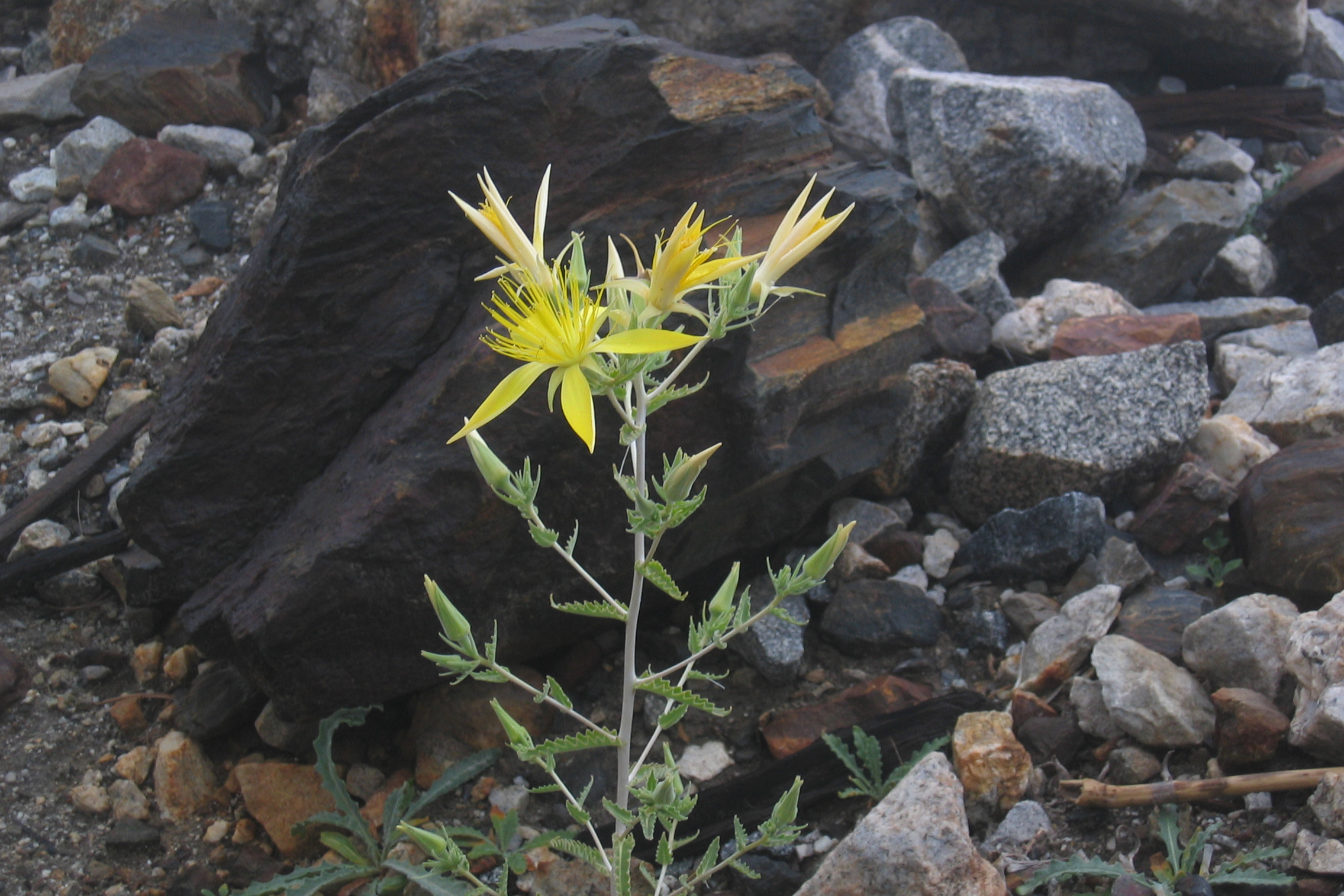
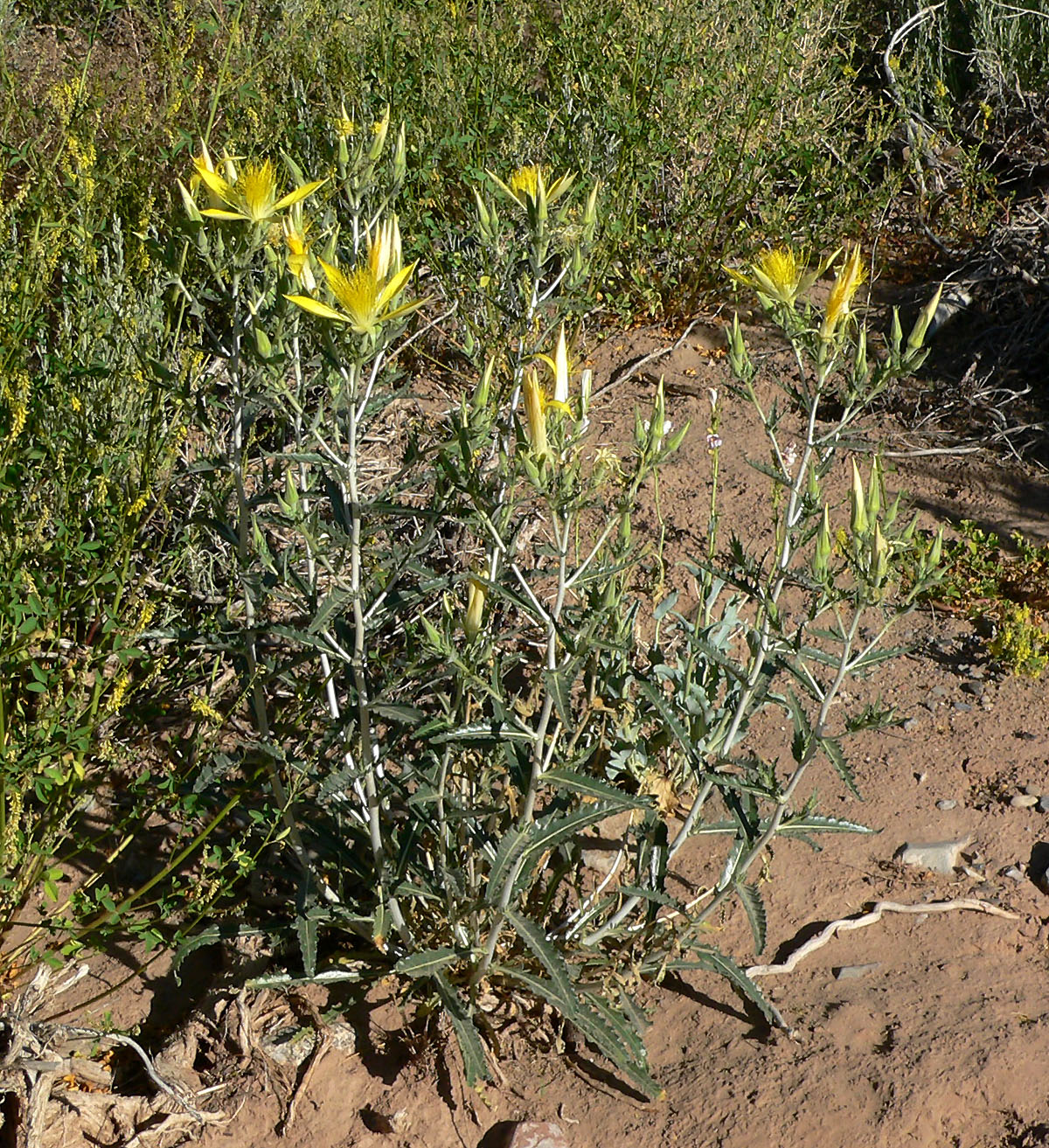
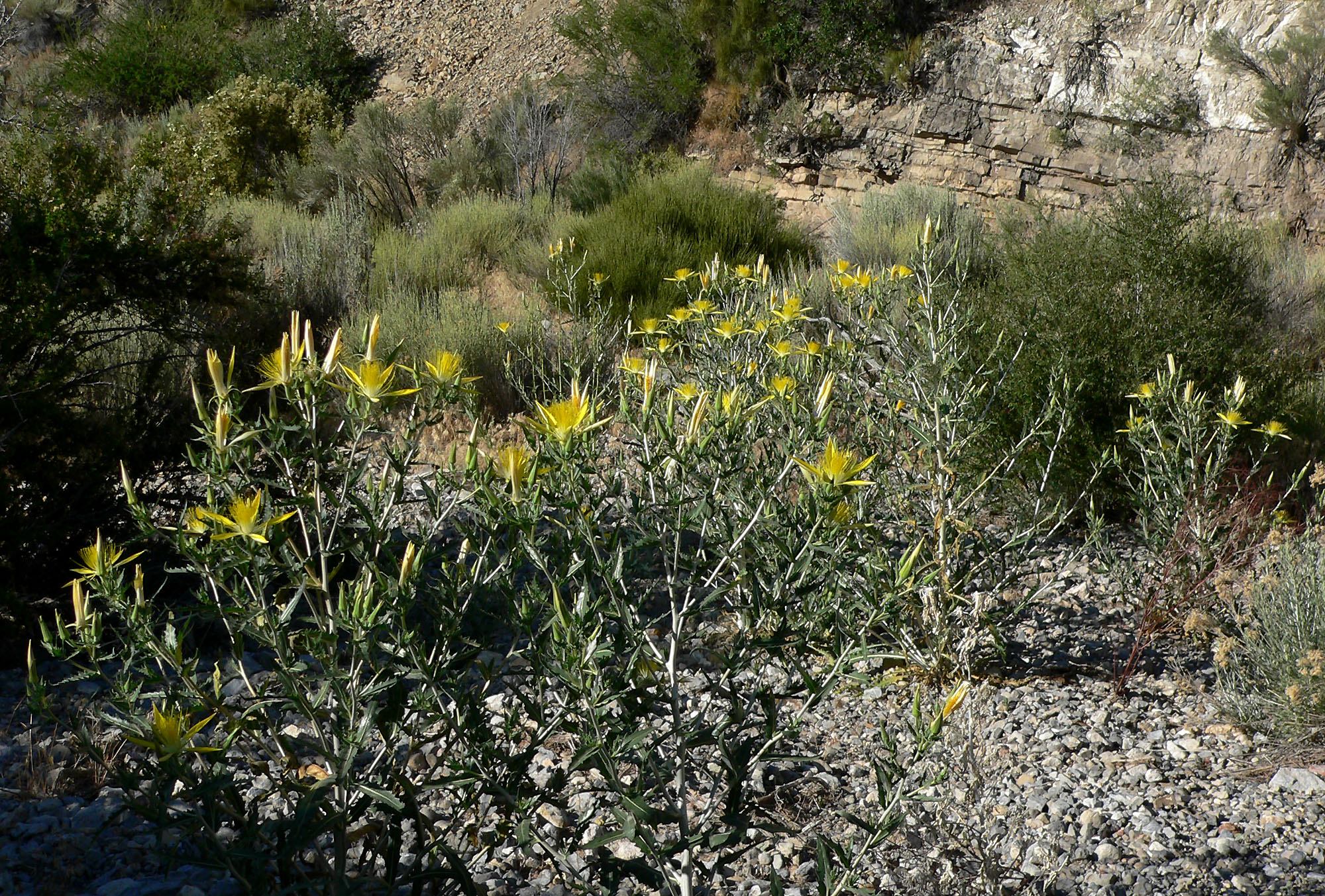